# Comitetul Antifascist German
Comitetul Antifascist German (în germană das Deutsche Antifaschistische Komitee) a fost înființat la 13 februarie 1949, în baza Rezoluției Plenarei a 2-a a CC al PMR din 10-11 iunie 1948 și a Rezoluției Biroului Politic al CC al PMR în chestiunea națională din 12 decembrie 1948. 
Despre această rezoluție a scris Temesvarer Zeitung în numerele din 19 și 23 decembrie 1948. Apoi, în numărul din 8 februarie 1949, același ziar a publicat un editorial semnat de Emmerich Stoffel, cu titlul Über einige Probleme der arbeitenden deutschen Bevölkerung in der Rumänischen Volksrepublik (Despre unele probleme ale oamenilor muncii germani din Republica Populară Română). Emmerich Stoffel este cel care, în ședința Biroului Politic, primise sarcina să înființeze Comitetul Antifascist German. Ca membru din 1928 al mișcării muncitorești, Emmerich Stoffel a fost condamnat de mai multe ori în închisoare, o dată și împreună cu Gheorghe Gheorghiu-Dej. 
Ulterior, Comitetul și-a schimbat denumirea în Antifaschistisches Komitee der deutschen Werktätigen in Rumänien (Comitetul antifascist al oamenilor muncii germani din România). În săptămânile ce au urmat înființării Comitetului, cu sediul în București, s-au înființat și organizații locale la Reșița, Timișoara și Brașov. Primul președinte al Comitetului a fost numit Emmerich Stoffel, care a fost numit și consilier ministerial, în Ministerul minorităților naționale. Secretar a fost numit tâmplarul Filip Geltz (Philipp Geltz), din Arad. 
La 13 martie 1949 a apărut primul număr al cotidianului de limba germană "Neuer Weg", ca organ de propagandă al Comitetului Antifascist German, sub conducerea scriitorului Anton Breitenhofer. 
Comitetul Antifascist German a fost un instrument al Partidului Comunist Român, care avea ca scop controlul comunităților germane și transformarea lor conform principiilor comunismului românesc.
În conducerea Comitetului Antifascist German a fost cooptat și scriitorul Anton Breitenhofer. 
La alegerile din 3 decembrie 1950, au fost aleși 1000 de deputați etnici germani, propuși de Comitetul Antifascist German. 
Comitetul Antifascist German a fost desființat de PMR în 14 ianuarie 1953, ocazie cu care arhivele și tot ceea ce îi aparținea au trecut la PMR. 